# Давид ди Донателло 2018
63-я ежегодная церемония вручения премии «Давид ди Донателло» итальянской Академии итальянского кино за достижения в итальянском кинематографе за 2017 год состоялась 21 марта 2018. Прямая трансляция церемонии проходила на канале «Rai 1». Ведущим выступил итальянский телеведущий и шоумен Карло Конти.
Номинанты премии 2018 года были объявлены 14 февраля 2018 года. Фильмы, которые получили наибольшее количество номинаций: «Любовь и пуля» Антонио Манетти и Марко Манетти — 15, и «Неаполь под пеленой» Ферзана Озпетека — 11.
Лучшим итальянским фильмом 2017 года признан «Любовь и преступный мир» режиссёров Антонио Манетти и Марко Манетти, которая в целом получила наибольшее количество наград — 5.
Специальная премия «Давид ди Донателло» за жизненные достижения были вручены актрисам Стефании Сандрелли, Даян Китон и режиссёру Стивену Спилбергу.

## Статистика
Фильмы, получившие несколько номинаций и наград.
| Фильм                             | Оригинальное название             | Номинации | Наград |
| --------------------------------- | --------------------------------- | --------- | ------ |
| • «Любовь и пуля»                 | Ammore e malavita                 | 15        | 5      |
| • «Неаполь под пеленой»           | Napoli velata                     | 11        | 2      |
| • «Место встречи»                 | The Place                         | 8         | —      |
| • «Нежность»                      | La tenerezza                      | 8         | 1      |
| • «Нико, 1988»                    | Nico, 1988                        | 8         | 4      |
| • «Кошка-Золушка»                 | Gatta Cenerentola                 | 7         | 2      |
| • «Чамбра»                        | A Ciambra                         | 7         | 2      |
| • «Уродливые и мерзкие»           | Brutti e cattivi                  | 6         | —      |
| • «Ричард спускается в ад»        | Riccardo va all’inferno           | 5         | 1      |
| • «Девушка в тумане»              | La ragazza nella nebbia           | 4         | 1      |
| • «Сицилийская история призраков» | Sicilian Ghost Story              | 4         | 1      |
| • «Везучая»                       | Fortunata                         | 4         | 1      |
| • «Случайные друзья»              | Tutto quello che vuoi             | 3         | 2      |
| • «Как кошка на дороге»           | Come un gatto in tangenziale      | 3         | —      |
| • «Easy»                          | Easy — Un viaggio facile facile   | 2         | —      |
| • «Бисмиллах»                     | Bismillah                         | 1         | 1      |
| • «Дюнкерк»                       | Dunkirk                           | 1         | 1      |
| • «Квадрат»                       | The Square                        | 1         | 1      |
| • «Яркое безумие Марко Феррери»   | La lucida follia di Marco Ferreri | 1         | 1      |

## Список лауреатов и номинантов
Победителей в каждой из категорий выделено жирным шрифтом и знаком ★.
| Лучший фильм | Лучший режиссёр |
| --- | --- |
| ★ «Любовь и пуля» / Ammore e malavita, реж. Антонио Манетти, Марко Манетти - «Кошка-Золушка» / Gatta Cenerentola, реж. Алессандро Рак, Иван Каппиелло, Марино Гуарньери, Дарио Сансон - «Нежность» / La tenerezza, реж. Джанни Амелио - «Нико, 1988» / Nico, 1988, реж. Сюзанна Никкьярелли - «Чамбра» / A Ciambra, реж. Йонас Карпиньяно | е ★ Йонас Карпиньяно — «Чамбра» - Джанни Амелио — «Нежность» - Паоло Дженовезе — «Место встречи» - Антонио Манетти, Марко Манетти — «Любовь и пуля» - Ферзан Озпетек — «Неаполь под пеленой» |
| Лучший режиссёрский дебют | Лучший оригинальный сценарий |
| ★ Донато Карризи — «Девушка в тумане» - Козимо Гомес — «Уродливые и мерзкие» - Роберто Де Паолис — «Чистые сердца» - Андреа Де Сика — «Дети ночи» - Андреа Маньяни — «Easy» | ★ Сюзанна Никкьярелли — «Нико, 1988» - Франческо Бруни — «Случайные друзья» - Йонас Карпиньяно — «Чамбра» - Донато Карризи — «Девушка в тумане» - Микеланджело Ла Неве, Антонио Манетти, Марко Манетти — «Любовь и пуля» |
| Лучший адаптиованный сценарий | Лучший продюсер |
| ★ Фабио Грассадония, Антонио Пьяцца — «Сицилийская история призраков» - Барбара Альберти, Давиде Барлетти, Лоренцо Конте, Карло Д’Амикис — «Война селян» - Джанни Амелио, Альберто Таральйо — «Нежность» - Паоло Дженовезе, Изабелла Агилар — «Место встречи» - Паоло и Витторио Тавиани — «Радуга» | ★ Лучано Стелла, Мария Каролина Терци — «Кошка-Золушка» - Марта Донзелли, Грегорио Паонесса, Джозеф Росчоп, Валери Борнонилль — «Нико, 1988» - Джон Коплон, Паоло Карпиньяно — «Чамбра» - Карло Маккителла, Антонио Манетти, Марко Манетти — «Любовь и пуля» - Доменико Прокаччи, Маттео Ровере — «Захочу и соскочу: Мастеркласс» и «Захочу и соскочу: Супергерои» |
| Лучший актёр | Лучшая актриса |
| ★ Ренато Карпентьери — «Нежность» - Антонио Альбанезе — «Как кошка на дороге» - Алессандро Борги — «Неаполь под пеленой» - Валерио Мастандреа — «Место встречи» - Никола Ночелла — «Easy» | ★ Жасмин Тринка — «Везучая» - Валерия Голино — «Скрытый цвет вещей» - Паола Кортеллези — «Как кошка на дороге» - Джованна Медзоджорно — «Неаполь под пеленой» - Изабелла Рагонезе — «Солнце, сердце, любовь» |
| Лучший актёр второго плана | Лучшая актриса второго плана |
| ★ Джулиано Монтальдо — «Случайные друзья» - Пеппе Барра — «Неаполь под пеленой» - Алессандро Борги — «Везучая» - Карло Буччироссо — «Любовь и пуля» - Элио Джермано — «Нежность» | ★ Клаудия Джерини — «Любовь и пуля» - Соня Бергамаско — «Как кошка на дороге» - Анна Бонаюто — «Неаполь под пеленой» - Джулия Ладзарини — «Место встречи» - Микаэла Рамадзотти — «Нежность» |
| Лучший оператор | Лучшая музыка для фильма |
| ★ Джанфилиппо Кортичелли — «Неаполь под пеленой» - Лука Бигацци — «Сицилийская история призраков» - Тим Куртин — «Чамбра» - Фабрицио Лукки — «Место встречи» - Джанни Маммолотти — «Маларацца: история пригорода» | ★ Пивио и Альдо Де Скальци — «Любовь и пуля» - Паскуале Каталано — «Неаполь под пеленой» - Франко Пьерсанти — «Нежность» - Антонио Фреза, Луиджи Шальдоне — «Кошка-Золушка» - Gatto Ciliegia Contro il Grande Freddo — «Нико, 1988» |
| Лучшая оригинальная песня | Лучшее художественное оформление |
| ★ Bang Bang — «Любовь и пуля» - A chi appartieni — «Кошка-Золушка» - Fidati di me — «Ричард спускается в ад» - Italy — «Сицилийская история призраков» - The Place — «Место встречи» | ★ Дениз Гоктюрк Кобанбай, Ивана Гаргульо — «Неаполь под пеленой» - Ноэми Маркика — «Любовь и пуля» - Маурицио Сабатини — «Уродливые и мерзкие» - Тонино Зера — «Девушка в тумане» - Джанкарло Базили — «Нежность» - Лука Сервино — «Ричард спускается в ад» |
| Лучший дизайн костюмов | Лучший грим |
| ★ Даниэла Салернитано — «Любовь и пуля» ★ Массимо Кантини Паррини — «Ричард спускается в ад» - Николетта Таранта — «Аґада» - Анна Ломбарди — «Уродливые и мерзкие» - Алессандро Лаи — «Неаполь под пеленой» | ★ Марко Альтиери — «Нико, 1988» - Вероника Луонго — «Любовь и пуля» - Фредерика Фоглия — «Уродливые и мерзкие» - Маурицио Фадзини — «Везучая» - Роберто Пасторе — «Неаполь под пеленой» - Луиджи Симинелли, Эммануэле Де Лука, Валентина Янучилли — «Ричард спускается в ад»                                                                                       |
| Лучшие причёски | Лучший монтаж |
| ★ Даниэла Альтиери — «Нико, 1988» - Антонио Фидато — «Любовь и пуля» - Шарим Сабатини — «Уродливые и мерзкие» - Сауро Таманьини — «Везучая» - Паоло Дженовезе — «Ричард спускается в ад» | ★ Аффонсо Гонсалвес — «Чамбра» - Федерико Мария Манески — «Любовь и пуля» - Массимо Квалья — «Девушка в тумане» - Стефано Краверо — «Нико, 1988» - Консуэло Катуччи — «Место встречи» |
| Лучший звук | Лучший визуальные эффекты |
| ★ Адриано Ди Лоренцо, Альберто Падоан, Марк Бастьен, Эрик Граттепайн, Франко Пископо — «Нико, 1988» - Фабио Конка, Джулиано Маркаччини, Даниэле Де Анжелис, Джузеппе Д’Амато, Антонио Джаннантонио, Дарио Кальвари, Алессандро Чеккаччи — «Неаполь под пеленой» - Андреа Кутилло, Timeline Studio, Джорджо Мольфини — «Кошка-Золушка» - Лавиния Буркери, Симоне Костантино, Клиудио Спинелли, Джанлука Базили, Серджо Базили, Антонио Тиринелли, Надя Паоне — «Любовь и пуля» - Джузеппе Триподи, Флориан Февр, Жульєн Перес — «Чамбра» | ★ Mad Entertainment — «Кошка-Золушка» - Chromatica, Wonderlab, Hive Division — Addio Fottuti Musi Verdi - Palantir Digital — «Любовь и пуля» - Autre Chose — «Уродливые и мерзкие» - Frame by Frame — «Монолит» |
| Лучший европейский фильм | Лучший иностранный фильм |
| ★ «Квадрат» — Рубен Эстлунд (Швеция/Германия/Франция/Дания/США) - «120 ударов в минуту» — Робен Кампийо (Франция) - «Борг/Макинрой» — Янус Мец Педерсен (Швеция/Дания/Финляндия) - «Она» — Пол Верховен (Франция/Германия/Бельгия) - «Ван Гог. С любовью, Винсент» — Дорота Кобела и Хью Уэлшман (Великобритания/Польша) | ★ «Дюнкерк» — Кристофер Нолан (Великобритания/Нидерланды/Франция/США) - «Ла-Ла Лэнд» — Демиан Шазелл (США) - «Манчестер у моря» — Кеннет Лонерган (США) - «Нелюбов» — Андрей Звягинцев (Россия/Франция/Бельгия/Германия) - «Оскорбление» — Зиад Дуэри (Ливан/Франция/Бельгия/США)                                                                                  |
| Лучший документальный фильм | Лучший короткометражный фильм |
| ★ «Яркое безумие Марко Феррери» / La lucida follia di Marco Ferreri, реж. Ансельма Делльолио - «Итальянская работа: Paramount Pictures ти Италия» / The italian jobs: Paramount Pictures e l’Italia, реж. Марко Спаньоли - «Саро» / Saro, реж. Энрико Мария Артале - «Ура Джузеппе» / Evviva Giuseppe, реж. Стефано Консильо - '78 — Vai piano ma vinci, реж. Алиса Филиппи | ★ «Бисмиллах» Bismillah, реж. Алессандро Гранде - «День» / La giornata, реж. Пиппо Медзапеса - «Конфино» / Confino, реж. Нико Бономоло - Mezzanotte zero zero, реж. Никола Конверса - Pazzo & Bella, реж. Марчелло Ди Ното |
| Премия «Молодой Давид» | |
| ★ «Случайные друзья», реж. Франческо Бруни - «Граминья», реж. Себастьяно Риццо - «Кошка-Золушка», реж. Алессандро Рак, Иван Каппиелло, Марино Гуарньери, Дарио Сансон - «Место встречи», реж. Паоло Дженовезе - «Сицилийская история призраков», реж. Фабио Грассадония та Паоло Пьяцца | |